# Institut culturel basque
 (septembre 2017).
L'Institut culturel basque (ICB) ou Euskal kultur erakundea (EKE) en basque est une association à but non lucratif vouée au développement et au rayonnement de la culture basque. Créé en 1990 sous l'impulsion du monde associatif, il est financé par le ministère de la Culture, la Région Nouvelle Aquitaine, le département des Pyrénées-Atlantiques et la Communauté d'agglomération Pays Basque. Ses locaux sont situés au Château Lota à Ustaritz. Son équipe professionnelle est constituée de 10 salariés. Son Conseil d'administration composé de représentants institutionnels, culturels et artistiques, en fait un modèle original de gouvernance.

## Historique
- 1990 : création de l'Institut culturel basque
- 1992 : création du Pôle « Langue basque et patrimoine »
- 1994 : création de la Commission permanente du Patrimoine basque
- 1998 : lancement des programmes culturels pluriannuels : Kantuketan (1998), Batekmila (2005), Hogei'ta (2011)
- 2003 : signature d'une convention pluriannuelle avec le Gouvernement basque
- 2004 : recentrage de l'ICB sur l'action culturelle et artistique à la suite de la création de l'Office public de la langue basque
- 2005 : création du site portail de la culture basque (www.eke.eus)
- 2007 : lancement du programme Eleketa[2] de collecte audiovisuelle et de valorisation de la mémoire orale du Pays basque nord
- 2011 : prise en charge d'une mission d'assistance à maîtrise d'ouvrage pour l'élaboration des politiques culturelles publiques
- 2012 : lancement du programme d'accompagnement des associations membres[3]
- 2015 : lancement du développement de projets de territoire : danse basque (dont la production de l'exposition multimédia SOKA en 2015), distribution du cinéma basque, diffusion du théâtre basque, éducation artistique et culturelle
- 2017 : labellisation « Ethnopôle »[4] pour quatre années (2017-2021)
- 2018 : inauguration au siège de l'ICB d'un espace de consultation[5] d'archives audiovisuelles et sonores dédié au patrimoine oral

## Missions
L'Institut culturel basque travaille à la sauvegarde, à la transmission et à la diffusion de la culture basque, en même temps qu'il valorise et soutient la création artistique contemporaine.
Pour ce faire, l'ICB apporte un soutien affirmé aux associations culturelles du territoire qui animent les secteurs du spectacle vivant, de la littérature, du patrimoine immatériel, et des arts visuels. Il accompagne ainsi annuellement plus d'une centaine d'associations dans l'élaboration de leurs projets.
Fort de sa trentaine d'années d'expérience, de ses compétences professionnelles en matière d'ingénierie culturelle et de son intégration au cœur des réseaux, l'ICB apporte également son expertise et ses conseils aux diverses collectivités territoriales comme aux structures du spectacle vivant labellisées.
L'ICB se veut aussi un moteur de l'action culturelle et développe donc ses propres projets. Pour autant, l'ICB ne travaille pas en vase clos et élabore ceux-ci avec ses partenaires naturels de la culture, de l'éducation ou de la diffusion, qu'ils soient associatifs ou institutionnels. L'ICB est ainsi un véritable outil de production et de promotion de contenus culturels, ainsi qu'un laboratoire d'analyse et de prospective de la culture basque.
Les statuts de l'Institut culturel basque définissent ainsi ses missions :
- accompagner les décideurs institutionnels dans la définition des politiques culturelles publiques, en matière de culture basque ;
- sauvegarder, transmettre, et valoriser le patrimoine culturel basque ;
- accompagner les acteurs culturels dans les domaines de la création, de la formation et de la diffusion ;
- diffuser tous les éléments d'information concernant la culture basque par les réseaux modernes de communication.

## Programmes et principaux dispositifs

### Dispositif Zineskola
Le dispositif Zineskola propose aux élèves du primaire scolarisés en langue basque de découvrir des films d'animation en euskara lors de projections organisées spécialement à leur intention dans 10 salles de cinéma du territoire. Ils commencent ainsi, grâce au travail pédagogique d'accompagnement conduit par les enseignants, une initiation au cinéma, et pratiquent l'euskara hors les murs.

### Programme Aquitaine.eus
Le programme Aquitaine.eus encourage la mobilité et la diffusion des acteurs culturels d'Iparralde, d'Euskadi et de Navarre en Nouvelle-Aquitaine, et plus largement la création de coopérations transfrontalières.

### Programme Eleketa
Le programme Eleketa, initié et mis en œuvre par l'ICB sous maîtrise d'ouvrage du Conseil départemental des Pyrénées-Atlantiques, a pour but de collecter, archiver et diffuser la mémoire orale du Pays basque nord.

### Programme Ibilki
A travers le programme Ibilki, l'Institut culturel basque encourage et soutient la diffusion du théâtre en langue basque sur tout le Pays basque nord, tout en lui donnant une nouvelle impulsion? Pour ce faire, différents acteurs culturels se réunissent formant ainsi un réseau actif qui s'engage en faveur du théâtre en euskara. Ils mutualisent moyens et compétences afin de montrer au plus grand nombre la vitalité, la qualité et la diversité du théâtre basque actuel.

### Programme d'accompagnement des associations membres
Le programme d'information mis en place notamment en partenariat avec le DLA (Dispositif local d'accompagnement) permet de proposer aux associations membres de l'Institut culturel basque des sessions d'accompagnement « gratuites » destinées à répondre à leurs besoins quotidiens. Les thématiques d'intervention peuvent aller de la gouvernance associative à la gestion des ressources humaines, en passant par la communication, l'aide à l'élaboration du projet culturel ou encore la question des droits culturels.

### Programme d'accompagnement des professionnels de la lecture publique
Le programme d'accompagnement des professionnels de la lecture publique constitués en réseau au sein de BILKETA permet de proposer des journées de sensibilisation à la langue et à la culture basques au contenu riche et varié. Il propose plus largement de découvrir  de nouvelles pratiques et d'échanger expériences et savoir-faire en matière de lecture publique et d'animation culturelle.

### Programme d'accompagnement des structures d'Iparralde au Salon de Durango
Le programme d'accompagnement des maisons d'édition, labels, et structures audiovisuelles d'Iparralde au Salon de Durango permet leur présence accrue et pérenne et ainsi par extension le rayonnement de la culture basque d'Iparralde en Hegoalde.

### Programme de traitement des archives sonores et audiovisuelles anciennes
Depuis 2008, l'Institut culturel basque réalise le traitement documentaire d'archives sonores et audiovisuelles anciennes concernant le Pays basque nord. Cette mission s'effectue dans le cadre du programme pluriannuel de sauvegarde et de valorisation du Conseil départemental des Pyrénées-Atlantiques depuis 2011.

### Espace de consultation
De manière à faciliter l'accès à des bases de données patrimoniales, fin 2018, l'Institut culturel basque a mis en place en son siège à Ustaritz, un espace de consultation de divers fonds audiovisuels et sonores dédié au patrimoine culturel immatériel du Pays basque. Cet espace permet ainsi d'accéder, sur rendez-vous, à des collections propres à l'ICB ou déposées par des institutions ou des associations partenaires.

### Expositions itinérantes
L'Institut culturel basque produit diverses expositions multimédias et didactiques dans le but de faire découvrir les différents aspects de la culture basque au grand public. De plus, il coproduit régulièrement des expositions artistiques.

### Portail Mintzoak.eus
Mintzoak.eus est une plateforme numérique créée et gérée par l'Institut culturel basque dans le but de faciliter la diffusion des témoignages sonores et audiovisuels du Pays basque nord, collectés par l'ICB ou par d'autres acteurs du Pays basque nord et sud.

### Label «Ethnopôle»
Le comité du Patrimoine ethnologique et immatériel a octroyé le 12 janvier 2017 pour une durée de quatre ans (2017-2021), le label Ethnopôle basque au consortium formé par l'Institut culturel basque et l'École des hautes études en sciences sociales (EHESS).
Né de la corrélation instruite de longue date entre le Pôle patrimonial de l'ICB et les recherches ethnologiques menées au Pays basque dans le cadre de programmes du CNRS, le projet d'Ethnopôle basque vise à interroger :
- Le rapport Patrimoine & Création, sa thématique phare
- L'oralité
- La valorisation des ressources numériques
- Les pluralités linguistiques